# 洪蘭友
洪 蘭友（こう らんゆう）は中華民国の政治家。中国国民党、国民政府の要人である。

## 事跡
私立震旦大学法科研究院を卒業。当初は私立中国公学で教授となるが、中国国民党中央政治学校教授に転じる。後に国民政府労工局科長となり、以後は国民政府や国民党で職歴を重ねていった。国民政府では首都建設委員会秘書長などを、国民党では司法院法官訓練所所長、中央党部組織部主任秘書などを、それぞれつとめている。
1935年（民国24年）11月、国民党第5期中央執行委員に選出された。中華民国法学会書記長となったほか、国民党重慶市党部主任委員、党中央執行委員会副秘書長、党中央政治委員会副秘書長（一時は代理秘書長もつとめる）、党中央評議委員などを歴任している。1940年（民国29年）11月、国民政府社会部政務次長に就任した。
1945年（民国34年）5月、党第6期中央執行委員に再選した。翌1946年（民国35年）3月、制憲国民大会籌備委員会秘書長となり、1947年（民国36年）11月にも行憲国民大会籌備委員会秘書長となる。1948年（民国37年）5月、戡乱建国動員委員会秘書長に任ぜられ、同年12月、国民政府内政部長を兼ねた。翌1949年（民国38年）1月に戡乱建国動員委員会秘書長から、3月に内政部長から、それぞれ免ぜられている。7月、党中央非常委員会秘書長に任ぜられた。国共内戦で国民党が敗北すると、洪蘭友もこれに伴い台湾に逃れ、国民大会代表となっている。
1958年（民国47年）9月28日、病没。享年59。